# Hipatia (Argentina)
Hipatia es una comuna argentina ubicada en el departamento Las Colonias de la provincia de Santa Fe. Se encuentra 5 km al oeste de Progreso y 50 km al norte de Esperanza. En 2009 se pavimentó la Ruta 80S, que une los 17 km que la separan de Sarmiento.
En 2009 la comuna aún carecía de gas natural. En 2012 se licitó la readecuación del servicio de agua potable.
Al oeste, el pueblo es bordeado por el Ramal F10 del Ferrocarril Belgrano y por el sur, el Ramal A del Ferrocarril Belgrano.

## Población
Cuenta con 548 habitantes (Indec, 2010), lo que representa un descenso frente a los 561 habitantes (Indec, 2001) del censo anterior.
| Gráfica de evolución demográfica de Hipatia entre 1991 y 2010 |
|                                                               |
| Fuente: Censos nacionales del INDEC                           |